# Arameisk-Syrianska Botkyrka IF
Arameisk-Syrianska Botkyrka IF, tidigare Arameiska-Syrianska KIF och Syrianska Botkyrka IF, är en fotbollsklubb från stockholmsförorten Norsborg i Botkyrka kommun, bildad år 1980. Syrianska Botkyrka är för närvarande[när?] ett av de fyra bästa syrianska lagen i Sverige. Säsongen 2008 spelade laget i Division I Norra, bland annat tillsammans med de svensk-syrianska kollegorna Syrianska FC (Södertälje) och Valsta Syrianska (Märsta), efter att ha vunnit sin division 2 serie säsongen 2007. Inför säsongen 2008 bytte föreningen namn från Arameiska-Syrianska KIF efter att ha ingått ett samarbete med Botkyrka kommun. Säsongen 2024 spelar laget i Division 2 Södra Svealand.

## Säsonger
| Säsong | Nivå   | Division   | Sektion         | Position | Ändringar  |
| ------ | ------ | ---------- | --------------- | -------- | ---------- |
| 1999   | Nivå 5 | Division 4 | Stockholm Södra | 5:a      |            |
| 2000   | Nivå 5 | Division 4 | Stockholm Södra | 9:a      |            |
| 2001   | Nivå 5 | Division 4 | Stockholm Södra | 1:a      | Uppflyttad |
| 2002   | Nivå 4 | Division 3 | Östra Svealand  | 3:a      |            |
| 2003   | Nivå 4 | Division 3 | Östra Svealand  | 6:a      |            |
| 2004   | Nivå 4 | Division 3 | Östra Svealand  | 2:a      |            |
| 2005   | Nivå 4 | Division 3 | Östra Svealand  | 2:a      | Uppflyttad |
| 2006*  | Nivå 4 | Division 2 | Östra Svealand  | 2:a      |            |
| 2007   | Nivå 4 | Division 2 | Östra Svealand  | 1:a      | Uppflyttad |
| 2008   | Nivå 3 | Division 1 | Norra           | 8:a      |            |
| 2009   | Nivå 3 | Division 1 | Norra           | 8:a      |            |
| 2010   | Nivå 3 | Division 1 | Norra           | 14:e     | Nedflyttad |
| 2011   | Nivå 4 | Division 2 | Södra Svealand  | 6:a      |            |
| 2012   | Nivå 4 | Division 2 | Södra Svealand  | 7:a      |            |
| 2013   | Nivå 4 | Division 2 | Södra Svealand  | 5:a      |            |
| 2014   | Nivå 4 | Division 2 | Norra Svealand  | 8:a      |            |
| 2015   | Nivå 4 | Division 2 | Norra Svealand  | 4:a      |            |
| 2016   | Nivå 4 | Division 2 | Norra Svealand  | 1:a      | Uppflyttad |
| 2017   | Nivå 3 | Division 1 | Norra           | 8:a      |            |
| 2018   | Nivå 3 | Division 1 | Norra           | 14:e     | Nedflyttad |
| 2019   | Nivå 4 | Division 2 | Södra Svealand  | 11:a     |            |
| 2020   | Nivå 4 | Division 2 | Södra Svealand  | 7:e      |            |
| 2021   | Nivå 4 | Division 2 | Södra Svealand  | 10:a     |            |
| 2022   | Nivå 4 | Division 2 | Södra Svealand  | 11:a     |            |
| 2023   | Nivå 4 | Division 2 | Södra Svealand  | 6:a      |            |

* Ligaomstruktureringen 2006 resulterade i att en ny division skapades på Nivå 3 och efterföljande divisioner gick ner en nivå. 

## Spelare